# Жирослав (посадник)
Жирослав — новгородский посадник в ок. 1170—1171, 1171—1172 и 1175 гг.

## Посадничество
Точных данных о начале его посадничества нет, только предположение, что он мог стать посадником после Якуна в 1170 г. Известно доподлинно, что в начале 1171 г. Жирослава сместил с должности посадника и выгнал из Новгорода князь Рюрик Ростиславич. Ему пришлось отправиться в Суздаль к князю Андрею Боголюбскому. Однако зимой того же года князь Рюрик уходит из Новгорода и новгородцы просят себе князя у Андрея Боголюбского. Он присылает им Жирослава с княжескими людьми, назначив его на посадничество. Пока не прибыл на Новгородское княжение Юрий Андреевич, посадник Жирослав некоторое время замещал князя. Руководил Новгородом он недолго, уже в 1172 г. Жирослава сменяет Иванко Захарьинич.
Ещё однажды он недолго был посадником в 1175 г. в результате смерти посадника Иванко Захарьинича. В конце 1175 г. посадником назначается Завид Неревинич.

## На берестяных грамотах
Имя Жирослава дважды встречается на Новгородских берестяных грамотах второй половины XII в. — № 573 и 657. Предположительно считается, что данное лицо грамот можно отождествить с Новгородским посадником Жирославом. В первом случае грамота № 573 представляет собой фрагмент, в котором читается имя Жиросла. В другом случае (грамота № 657) имя прозвучало в переписке двух монахинь — у Жирослава находились на хранении деньги для монастыря, которые должна была получить одна из монахинь.

## Семья
Существует версия, что у посадника Жирослава была дочь. Имя её неизвестно, но она упоминается в Новгородской первой летописи в связи с постройкой монастыря св. Евфимии. В той летописи указывается, что её построила жена Полюда Городишнича, являвшаяся к тому же и дочерью Жирошки.